# Ribadumia
Ribadumia est une commune espagnole de la province de Pontevedra, dans la communauté autonome de Galice.

## Localisation
La commune de Ribadumia est située dans la province de Pontevedra, en plein cœur de la comarque de Salnés.

## Paroisses
La commune est composée de 6 paroisses : Barrantes (San Andrés), Besomaño (Santa María), Leiro (San Juan), Lois (San Fins), Ribadumia (Santa Baia) et Sisán (San Clemente).